# Jacques Binot
Jacques Binot est un prêtre et homme politique français né le 17 octobre 1750 à Ancenis et décédé le 16 avril 1808 à Nantes.

## Biographie
Ordonné prêtre le 17 décembre 1774, co-principal du collège d'Ancenis depuis 1785, il est élu député suppléant du clergé aux États généraux de 1789 par la sénéchaussée de Nantes et Guérande. Binot signe l'Exposition des principes sur la Constitution du clergé, publiée par les évêques députés, et refuse le serment à la constitution civile du clergé. Mais, il finit par céder à l'influence de l'évêque constitutionnel de Nantes, Minée, qui le nomme vicaire de la cathédrale de Nantes. Il se rallie alors aux idées nouvelles, quitte la prêtrise et se marie, avant de devenir receveur particulier des finances à Ancenis. 
Le 16 avril 1808, Binot, après s'être attaché une pierre au cou, se jeta dans la Loire, au Port-Maillard à Nantes, et y périt.

## Sources
(octobre 2023).
- Dictionnaire des parlementaires français de 1789 à 1889 (Adolphe Robert et Gaston Cougny)